# Défi zététique international
 (juillet 2022).
Le défi zététique international (du grec zêtêin, « chercher ») avait pour objet de mettre en évidence l'existence ou l'inexistence de phénomènes paranormaux. Lancé en 1987, il promettait un prix « pour la preuve d'un phénomène paranormal, quel qu'il soit, devant Henri Broch, Gérard Majax, Jacques Theodor ». Il s'agissait de la version francophone du One Million Dollar Paranormal Challenge de James Randi.
Initialement de 500 000 francs, le prix a été porté à 1 000 000 francs en 1992, puis à 200 000 euros en 1999.
Ce défi, à l'origine lancé par Henri Broch et Gérard Majax sur le service ZET de l'Université de Nice-Sophia Antipolis, a fusionné avec un prix offert, lors d'une émission de télévision à la RTBF en 1982 par Jacques Theodor, à toute personne pouvant présenter un phénomène paranormal.
À l'époque de sa création en 1986, le service télématique Minitel 36 15 ZET (abréviation de Zététique) avait lancé un véritable défi aux soi-disant détenteurs de pouvoirs paranormaux avec la formule suivante :
« Vous prétendez avoir des pouvoirs : … prouvez-le ! »
Le prix était conçu sur le principe de raisonnement qui considère que c'est à la personne qui affirme détenir un pouvoir quelconque d'en faire la preuve, et non pas aux scientifiques de démontrer le contraire et que c'est une des bases de la méthode scientifique (et de la logique) que ce soit à celui qui prétend détenir des faits ou des théories nouvelles de les démontrer.
En février 2002, soit au terme de quinze années, le défi a été clos, le prix restant non attribué, tous les candidats ayant échoué à apporter la preuve d'un phénomène paranormal. Il a été mis un terme au défi non en raison du prix (jamais attribué), mais du coût en temps et en énergie de l'expérimentation, face à de trop nombreuses candidatures fantaisistes.
Les affirmations de phénomène paranormal étaient soumises à expérience, suivant un protocole agréé par les deux parties. L'expérience était contrôlée par deux scientifiques, le physicien Henri Broch et l'immunologue Jacques Theodor, ainsi que par le prestidigitateur Gérard Majax. Les tests et enquêtes étaient réalisés au laboratoire de zététique de Nice, à l'Université de Nice - Sophia Antipolis, en France.
Le laboratoire de zététique de l'université conduirait toujours actuellement des recherches dans des domaines censés relever du paranormal. Il prétend qu'il « reste ouvert à toute proposition d'expérience sur un phénomène « paranormal » mais uniquement dans le cadre d'une proposition sérieuse, c'est-à-dire revendiquant une action « physiquement mesurable ».
Le défi paranormal à un million de dollars a été officiellement clos par la James Randi Educational Fondation (JREF) en 2015.